# Ramón Masats
Ramón Masats, né à Caldes de Montbui (province de Barcelone) le 17 mars 1931 et mort le 4 mars 2024 à Madrid, est un photographe espagnol.

## Biographie
Ramon Masats s'intéresse à la photographie durant son service militaire.
Il devient photojournaliste en 1953 et travaille sur Las Ramblas de Barcelone. L'année suivante, il entre à la Société royale de photographie de Catalogne. Il y rencontre Ricard Terré et Xavier Miserachs.
En 1957, il s'installe à Madrid et parcourt l'Espagne comme reporter pour la revue Gaceta Ilustrada.
Cette même année, il rentre au groupe AFAL et rejoint des photographes comme Gabriel Cualladó, Gerardo Vielva ou Paco Gómez et crée le groupe La Palangana.
Entre 1958 et 1964, il travaille pour différents magazines et revues tels Gaceta Ilustrada, Mundo Hispánico, Arriba ou Ya.
En 1964, il réalise son premier documentaire, Musée du Prado Vivo, qui lui vaut un prix spécial à Tahormina.

## Prix et récompenses
- 2004, Prix national de la photographie (Espagne)
- 2002, Prix de Cultura de la communauté de Madrid
- 1965, Prix Bartolomé Ros a la Mejor Trayectoria Profesional
- 1965, 
  - Prix CIDALC, Festival de Cinématographie de Bilbao
  - Miqueldi de Plata al documental El que Enseña, Festival de Cinématographie de Bilbao
- 1964, Prix spécial à Tahormina du premier documentaire
- 1963, Prix Ibarra al Libro Mejor Editado por Los Sanfermines, Espasa Calpe (1963)
- 1962, Prix de la meilleure photographie de plateau
- 1960, Prix Negtor de photographie

## Collections
- Musée Reina Sofía
- Académie royale des beaux-arts de San Fernando
- Centre andalou d'art contemporain (Centro Andaluz de Arte Contemporáneo)
- Museo Nacional de Arte de Catalogne

## Expositions
- 1964, avec Carlos Saura à la  Galería Juana Mordó, Madrid

## Publications
- Neutral Corner, éditions Lumen, textes d'Ignacio Aldecoa, 1962
- Los Sanfermines, 1963, (Prix Ibarra)
- Viejas Historias de Castilla la Vieja, avec Miguel Delibes, 1964